# Lophostoma aequatoriale
Lophostoma aequatoriale é uma espécie de morcego da família Phyllostomidae. Endêmica do Equador, onde é encontrada somente na costa pacífica do noroeste, com registros nas províncias de Esmeraldas, Guayas, El Oro, Los Ríos, e Pichincha. Também foi reportado de Alta Quer Narino, Colômbia, entretanto o registro ainda está pendente de revisão.